# Casa de Quiñones

Jaquelado de veros, emblema de la casa de Quiñones

La casa de Quiñones  es un linaje  de la nobleza española que tuvo sus orígenes en el reino de León. Sus miembros llegaron a ostentar títulos nobiliarios como el de merino mayor de Asturias, Regidor Perpetuo de la Ciudad de León, condado de Luna, el Marquesado de Villasinda, el marquesado de Lorenzana, el marquesado de Alcedo, el señorío de Cerredo, el señorío de Riazo, el señorío de Villar de Frades, el señorío de Villapérez y el señorío de Coladilla.

## Historia y origen del Linaje

### Fundación
El ilustrísimo apellido y solar de Quiñones se deriva de un caballero llamado Alvar Pérez de las Asturias que, con "valentía, tiranía o por derecho", se deshizo de unos quiñones, partes de la herencia igualmente repartidas entre herederos. Por lo que se quedó como "el de los Quiñones", él y sus descendientes.
La casa de Quiñones desciende de Rodrigo Álvarez de las Asturias y su solar fue la localidad de Quiñones del Río, ubicada en la actual provincia de León, dentro del antiguo Reino de León.

### Ascenso en la nobleza leonesa
El ascenso de la casa de Quiñones en el Reino de León se consolidó mediante alianzas estratégicas y relaciones de lealtad con familias influyentes, como los Ponce de León y los Guzmán. Estas conexiones les permitieron acceder a tierras y títulos, asegurando su integración en el sistema feudal leonés. Su lealtad a la monarquía les otorgó un papel destacado en la nobleza, reforzando su estatus a través de matrimonios y relaciones con otros linajes poderosos, lo cual resultó en una acumulación de poder y tierras en el Reino de León.

### Papel en la Reconquista y defensa de fronteras
Durante los siglos XII y XIII, la casa de Quiñones tuvo un papel activo en la Reconquista, contribuyendo a la defensa de las fronteras del Reino de León y participando en campañas militares contra los musulmanes. Su colaboración con la monarquía les permitió asegurar concesiones de tierras en áreas recién conquistadas, consolidando su posición y su capacidad de defender sus dominios. Este rol les aseguró un estatus privilegiado en la región y fue clave para el crecimiento de su influencia y recursos.

### Estrategias de expansión territorial
A lo largo del siglo XIII, la casa de Quiñones continuó ampliando su dominio mediante la adquisición de tierras en el Bierzo y la comarca de Luna. La expansión territorial fue una estrategia fundamental para consolidar su estatus nobiliario, posicionándose como una de las casas más influyentes de la región. Al asegurar vastas tierras, los Quiñones aumentaron su poder económico y militar, garantizando una considerable autonomía en sus dominios y reforzando su preeminencia en el Reino de León.

### Influencia en la estructura feudal
Como señores feudales, los Quiñones jugaron un papel crucial en la administración de sus territorios, ejerciendo una notable autonomía dentro de la estructura feudal. Su relación con la monarquía les permitió gobernar sus dominios con independencia, lo que les otorgó el control territorial y económico necesario para mantener su estatus. Esta autonomía los consolidó como una de las casas nobles más influyentes del Reino de León y les permitió desempeñar un papel importante en la política regional.

### Los Quiñones y la expansión hacia Castilla
Durante la Baja Edad Media, cuando se centralizó el poder en Castilla y León, la casa de Quiñones se adaptó a los cambios consolidando su presencia en ambos reinos. Establecieron alianzas estratégicas con familias nobles castellanas, como los Mendoza y los Enríquez, lo cual les permitió acceder a cargos importantes en la administración real, incluyendo el de adelantados y merinos mayores. A través de estas conexiones y su integración en la nobleza castellana, los Quiñones lograron asegurar su influencia y participación en la política de la época.

## Escudo y lema
El escudo de armas de los Quiñones es jaquelado de quince piezas, ocho de gules y siete de veros de azur y plata.
El lema de los Quiñones es "Visité a Cristo y a su Madre y a costa de mi quiñón di a España el mejor blasón"

## Tronco y ramas de la casa de Quiñones
- Alvar Pérez de las Asturias, llamado de Quiñones.
- Fernán Nuñez de Quiñones
- Pedro Álvarez de Quiñones
- Ares Pérez de Quiñones
- Pedro Álvarez de Quiñones, I señor de Luna, casado con Violante Ponce de León, hija de Aldonza Alfonso de León, por tanto nieta de Alfonso IX de León. Este matrimonio consolidó, las relaciones de los Quiñones con la nobleza leonesa y marcó el inicio de la influencia de la familia en León.[3][6]
  - Ares Pérez de Quiñones, I señor de Alcedo, quien ayudó a expandir el poder territorial de la familia en el Reino de León y fortaleció el linaje Quiñones a través de su lealtad a la corona. Casado con Teresa López de Mendoza. [6]
  - Suero Pérez de Quiñones (1350-1367), II señor de Luna, casado con María Fernández de Mendoza, señora de Lezcano. Su matrimonio con la casa Mendoza reforzó la posición de los Quiñones en Castilla.[7][8]

A partir de aquí la casa de Quiñones se ramificó en diversas líneas nobiliarias, cada una consolidándose a través de alianzas estratégicas y nuevos títulos. Entre las ramas más destacadas se encuentran:

### Condes de Luna
Esta es una de las ramas más prominentes, consolidada en el siglo XV con el título de condes de Luna. Su influencia se extendió mediante alianzas matrimoniales con linajes importantes, como los Enríquez y Ponce de León. Esta línea continuó siendo influyente en la nobleza leonesa y castellana y sostuvo una relación cercana con la Corona hasta el siglo XIX.
- Suero Pérez de Quiñones (1350-1367), II señor de Luna, casado con María Fernández de Mendoza, señora de Lezcano.
  - Leonor Suárez de Quiñones, III señora de Luna, casada con Diego Fernández Vigil de Aller, señor de Aller y de Lillo, fortaleciendo la influencia territorial en Asturias y León.[9]
    - Diego Fernández de Quiñones I, «el de Buena Fortuna» (1369-1444), IV señor de Luna y merino mayor de Asturias. Su matrimonio con María de Toledo[10] conectó a los Quiñones con la alta nobleza castellana.[7]
      - Pedro de Quiñones (1400-enero de 1455), señor de Luna y V merino mayor de León y Asturias, hijo de Diego Fernández de Quiñones y de María de Toledo, casado con Beatriz de Acuña y Portugal, hija de Martín Vázquez de Acuña, I conde de Valencia de Don Juan.[10] Su liderazgo consolidó la influencia de los Quiñones en el Reino de León.[11]
        - Diego Fernández de Quiñones II (1434-2 de noviembre de 1491), I conde de Luna y merino mayor de Asturias, hijo de Pedro de Quiñones y Beatriz de Acuña y Portugal y casado con Juana Enríquez.[12] Figura clave en las guerras territoriales en León y Asturias durante los conflictos con los Reyes Católicos; fue temporalmente marqués de Cangas y Tineo, aunque perdió el título al ser reincorporado a la Corona.[13]

### Marqueses de Lorenzana
Los Quiñones Lorenzana fueron otra rama a la cual pertenecía el Marquesado de Lorenzana, concedido a Álvaro Quiñones y Osorio, Caballero de la Orden de Santiago, consejero de Hacienda, gobernador y capitán general de Panamá y Guatemala.

### Quiñones de Ponferrada yMarqueses de Villasinda
Esta rama posee título nobiliario español de Castilla concedido por el rey Carlos II en favor de Francisco Antonio de Álamos y Quiñones, señor de Villasinda de los Caballeros, de la villa y castillo de Alcuetas y de las dehesas de Perales y Santibáñez: Caballero de la Orden de Santiago y regidor perpetuo de la ciudad de León, que fue su embajador en Venecia y capitán general del Reino y Costa de Granada.
- Alvar  Pérez de Quiñones, Señor de la Casa de Alcedo, casó con Teresa López de Mendoza. Tuvieron por hijo a:
  - Suero Pérez de Quiñones casó con Mencía Alfonso de Valdés. Tuvieron por hijo a:
    - Velasco Pérez de Quiñones casó con  María González de VillaSimpliz. Tuvieron por hijo a:
      - Suero Pérez de Quiñones casó con Catalina González de LLanos. Tuvieron por hija a:
        - Leonor de Quiñones casó con Hernando de Vallecillo. Tuvieron por hija a:
          - Francisca de Quiñones casó con Gregorio Bernaldo de Quirós. Tuvieron por hijo a:
            - Antonio de Quiñones casó con Juana de Quirós y Omaña. Tuvieron por hijo a:
              - Pedro de Quiñones y Quirós casó con Juana Herrera y Yebra. Tuvieron por hijo a:
                - Diego de Quiñones y Herrera casó con Antonia Garro Beaumont-Navarra, de la Casa de Beaumont (Condado de Lerín). Tuvieron por hijo a:
                  - Pedro de Quiñones y Garro casó con Catalina de la Vega y Canseco. Tuvieron por hijos a:
                    - Gerónimo de Quiñones y de la Vega casó con Ana María de Balmaseda y Encalada. Tuvieron por hijo a:
                      - Isidro Quiñones y Balmaseda, Capitán de Granaderos, Caballero de la Orden de Santiago. Casó con Antonia de Alamos y Berrío, hija de Francisco Antonio de Alamos y Quiñones, Marqués de Villasinda, Caballero de la Orden de Santiago, Regidor Perpetuo de León y de Manuela de Berrio y Colmenares, a su vez hija de Antonio Berrio y Rivera  y Josefa Colmenares y Hurtado de Mendoza. Tuvieron por hijo a:
                        - Jerónimo de Quiñones y de Alamos casó con Josefa García de las Llanas y Armesto, hija de Esteban García de las Llanas y Gamarra, Abogado de los Reales Consejos de S.M., Regidor Perpetuo de Ponferrada, Caballero de la Orden de Alcántara. Tuvieron por hijo a:
                          - Antonio Francisco de Quiñones y García de las Llanas. Tuvo por hijo a:
                            - Antonio de Quiñones y Quiñones casó con Leocadia Fernández-Baeza Viñales (hermana de Pascual Fernández Baeza). Tuvieron por hijo a:
                              - Adriano Quiñones y Fernández-Baeza, Caballero de la Orden de Hermanos Hospitalarios de San Juan de Jerusalén, Presidente de la diputación de Ponferrada. Casó con Petra de Armesto Fernández, hija de Rafael de Armesto Arias, Señor de las Ferrerías de Ferreirós de Abajo y Valdomir. Tuvieron por hijos a:
                                - Petra Quiñones y de Armesto, casada con Enrique Gil y Robles y padres de José María Gil-Robles.
                                - Margarita Quiñones y de Armesto, casada con Gustavo Luzzatti Dal´Pozzo.

                      - Antonia de Quiñones y de la Vega casó con José Antonio de Alamos y Quiñones, Señor de Villasinda de los Caballeros, Alcuetas y Perales, hijo de Antonio Alamos y Ruiz de Mayorga, Caballero de la Orden de Alcántara en 1613 y de Constanza de Quiñones Osorio. Tuvieron por hijo a:
                        - Francisco Antonio de Alamos Quiñones, Osorio Bono, Señor de Villasinda de los Caballeros y caballero de la Orden de Santiago. Marqués de Villasinda. Casó en primeras nupcias con María Josefa Serna y Vozmediano y en segundas con Manuela de Berrío y Colmenares. Le sucedió de su primer matrimonio:
                        - José Antonio Alamos y Serna, I Marqués de Villasinda.

### Quiñones de Benavente
Esta rama se consolidó en el área de Benavente y Chinchón. Varios descendientes de esta línea ocuparon cargos importantes, como Francisco de Quiñones de Benavente, consultor del Santo Oficio y servidor de Felipe II. También se destacaron en actividades políticas y eclesiásticas en los siglos XVI y XVII, con algunos miembros ocupando cargos de obispos.
- Suero Pérez de Quiñones (1350-1367), II señor de Luna, casado con María Fernández de Mendoza, señora de Lezcano.
  - Leonor Suárez de Quiñones, III señora de Luna, casada con Diego Fernández Vigil de Aller, señor de Aller y de Lillo, fortaleciendo la influencia territorial en Asturias y León.[9]
    - Diego Fernández de Quiñones I, «el de Buena Fortuna» (1369-1444), IV señor de Luna y merino mayor de Asturias. Su matrimonio con María de Toledo[10] conectó a los Quiñones con la alta nobleza castellana.[7]
      - Hernando de Quiñones (1404-1463), fundador de la rama de los Quiñones de Benavente, casó con Juana Díaz.

### Quiñones de Riolago (Marqueses de San Carlosymarqueses de Montevirgen)
Creada en el siglo XVIII, esta línea adquirió gran relevancia en la nobleza española y posteriormente hispanoamericana a través de matrimonios con familias aristocráticas en Chile y otras partes de América Latina. Esta rama mantuvo relaciones diplomáticas y vínculos comerciales entre España y Chile.

## Títulos nobiliarios de la casa de Quiñones
- 2 ducados:
  - i Ducado de Sasso
  - ii Ducado de Santo Mango
- 2 condados:
  - iii Condado de Luna (1462)
  - iv Condado de Sevilla La Nueva
- 9 marquesados:
  - v Marquesado de Lorenzana
  - vi Marquesado de Villasinda
  - vii Marquesado de Alcedo
  - viii Marquesado de Santa Cruz de Marcenado
  - ix Marquesado de Montevirgen
  - x Marquesado de San Carlos
  - xi Marquesado de Auñón
  - xii Marquesado de Andía
  - xiii Marquesado de la Rivera

## Otros Quiñones famosos
- Bernardino Fernández de Quiñones, hijo de Diego Fernández de Quiñones II y conocido por consolidar la influencia de los Quiñones en León y Castilla. Su matrimonio con Isabel Osorio unió a los Quiñones con la prominente familia Osorio.[2]
- Teresa de Quiñones (1406-1481), casada con Fadrique Enríquez de Mendoza, II almirante mayor de Castilla. Su matrimonio unió a los Quiñones con la influyente familia Mendoza en la corte castellana.[9]
- Elvira de Quiñones (1420-?), casada con Íñigo López de Mendoza y Figueroa, I conde de Tendilla, fortaleciendo los lazos con la casa Mendoza y posicionando a los Quiñones entre las familias más importantes de Castilla.[9]
- María de Quiñones (m. 1 de abril de 1477), casada con Alonso Pimentel, III conde de Benavente.[14] A través de este matrimonio, los Quiñones se aliaron con otra prominente casa leonesa, estableciendo alianzas que aseguraron su poder territorial.[9]
- Suero de Quiñones (1409-11 de julio de 1458), hijo de Diego Fernández de Quiñones y de su esposa María de Toledo,[15] señor de Navia, conocido como «el del Paso Honroso» por su famosa participación en un torneo caballeresco en el Puente de Órbigo en 1434, exaltando los ideales de la caballería medieval.[9][16]
- Francisco de Quiñones (1450-1606) militar que sirvió en los Tercios en Italia y, posteriormente, emigró al Virreinato del Perú, destacando en la administración colonial y estableciendo vínculos en Chile y otras zonas de América. Esta expansión fue clave para la presencia de los Quiñones en Latinoamérica.[2]
- Isabel de Quiñones, casada con Pedro Manrique de Lara, señor de Valdezcaray, lo que fortaleció las relaciones con otra prominente casa castellana y aseguró alianzas estratégicas en la región.[9]
- Mencía de Quiñones (1406-1486), hija de Diego Fernández de Quiñones y de María de Toledo, casada con Pedro González de Bazán y Pimentel, I vizconde de Palacios de la Valduerna,[17] expandiendo así la influencia de los Quiñones en León.[9]